# Malimbibetta
Malimbibetta és una muntanya prop de Yelusavirashime, a la part nord del districte de Kodagu. El seu cim és a de 1.391 msnm i el cim té una esvelta forma cònica que es pot veure des de moltes parts del districte. Està situat a aproximadament uns 50 km de Merkara.